# Boca del Guafo
La boca del Guafo es un brazo de mar ubicado en la región austral de Chile, que se interna hacia el oriente de la isla Guafo llegando hasta el continente.
Administrativamente pertenece a la provincia de Aysén de la Región de Aysén del General Carlos Ibáñez del Campo.
Desde hace aproximadamente 6000 años sus aguas fueron navegadas por indígenas canoeros, antecesores del pueblo chono. A fines del siglo XVIII este pueblo había desaparecido.

## Historia
Los conquistadores españoles navegaron la boca del Guafo en 1553, cuando el gobernador de Chile, Pedro de Valdivia, comisionó a Francisco de Ulloa para que explorara la ruta del estrecho de Magallanes.
Esta zona era visitada por los chono, indígenas nómades canoeros. A mediados del siglo XVIII, cuando estaban sedentarizándose en las islas del mar interior de Chiloé, viajaban a la boca del Guafo en ciertas épocas del año para cazar ballenas y lobos marinos, de los que obtenían carne, grasa y pieles.

## Ubicación

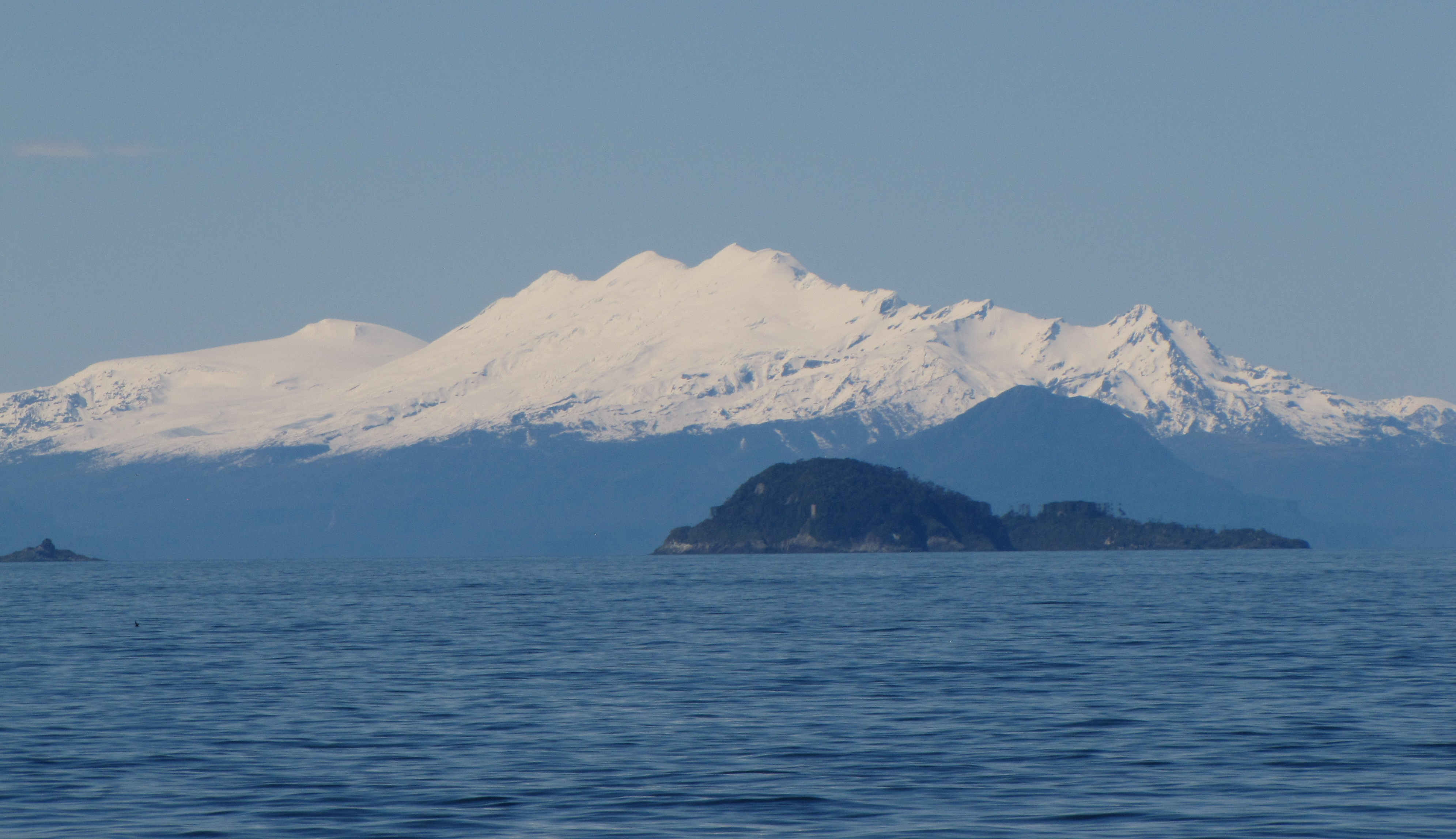
Islotes Queitao y volcán Yanteles

La boca del Guafo es un gran brazo de mar que se interna hacia el oriente de la isla Guafo y por entre la costa sur de la isla Grande de Chiloé y el lado norte del archipiélago de las Guaitecas. 
Se extiende en dirección W-E por aproximadamente 80 millas hasta topar con la costa continental de la provincia de Aysén entre la punta Cucagua y la isla Refugio. Su ancho medio es de 21 millas. 
En la parte oriental de la boca existen los islotes Queitao situadas como 10 millas al norte de la entrada norte del canal Moraleda.